# Lee David Zlotoff
Lee David Zlotoff (Nova Iorque, 10 de julho de 1954) é um produtor, diretor e roteirista mais conhecido como criador do MacGyver. Ele começou como roteirista para Hill Street Blues em 1981 e virou produtor da Remington Steele em 1982.

## Carreira
Zlotoff criou MacGyver que foi exibido na ABC entre 1985 e 1992 e vendido em todo o mundo. Então, ele produziu a série The Man from Snowy River, levemente baseada no poema "The Man from Snowy River" escrito por Banjo Paterson.
Ele escreveu e dirigiu o filme The Spitfire Grill de 1986, que ganhou o Audience Award no Sundance Film Festival.
Zlotoff formou-se na Brooklyn Technical High School em 1970. Entã estudou no St. John's College em Annapolis.
Ele contribue para a revista Make.
Na Maker Faire de 2008, Zlotoff anunciou seu interesse num filme sobre o MacGyver.
Em 2018, um longa metragem da paródia realizada pelo Saturday Night Live, MacGruber, o levou a enviar cartas de cessar e desistir e ameaçar uma ação legal adicional.
Zlotoff serviu como produtor executivo do novo MacGyver.